# Time Will Crawl
Vous lisez un « bon article » labellisé en 2020.
Singles de David Bowie
Day-In Day-Out
(mars 1987) Never Let Me Down
(août 1987)
Pistes de Never Let Me Down
Day-In Day-Out Beat of Your Drum
Time Will Crawl est une chanson écrite et interprétée par David Bowie. Elle a paru en avril 1987 sur l'album Never Let Me Down, puis en single au mois de juin de la même année.
Inspirée par la catastrophe de Tchernobyl, elle décrit avec résignation les conséquences des retombées radioactives sur l'environnement. Elle constitue le deuxième single tiré de l'album, après Day-In Day-Out, mais le succès commercial n'est pas au rendez-vous. Elle ne dépasse pas la 33e place du hit-parade britannique, ce qui entraîne l'annulation du passage prévu de Bowie dans Top of the Pops pour la promouvoir.
Avec le recul, les critiques considèrent Time Will Crawl comme l'une des meilleures chansons publiées par Bowie dans les années 1980, une opinion que partage le chanteur. En 2008, il fait appel au producteur Mario J. McNulty pour en réaliser une nouvelle version où la boîte à rythmes et les synthétiseurs sont remplacés par une batterie et un quatuor à cordes.

## Histoire

### Composition et enregistrement

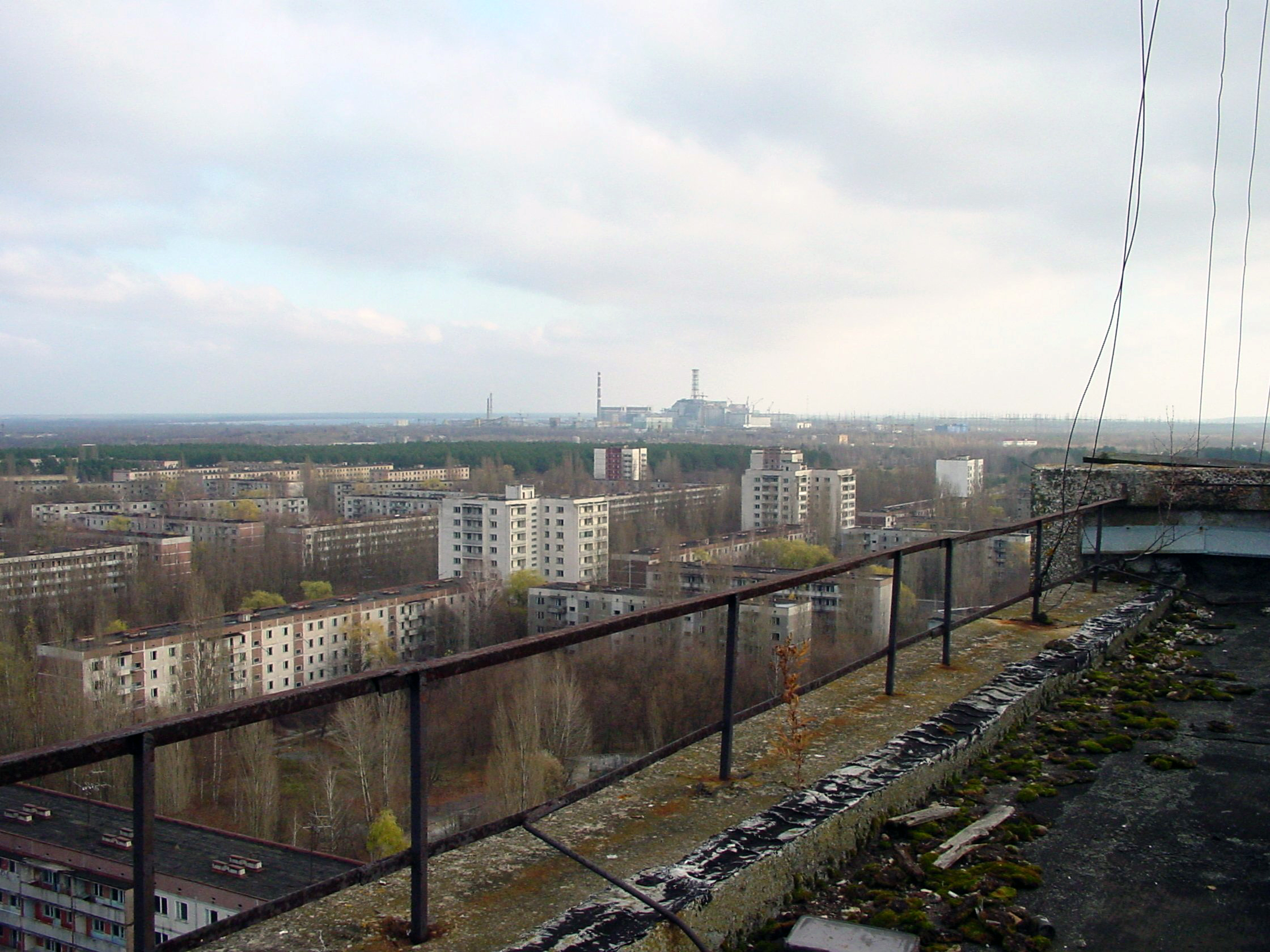
La centrale nucléaire de Tchernobyl vue depuis la ville fantôme de Prypiat.

En avril 1986, David Bowie se trouve à Montreux, en Suisse, où il travaille avec quelques musiciens sur l'album d'Iggy Pop Blah Blah Blah, dont il est le producteur. C'est dans ce contexte qu'il apprend la nouvelle de la catastrophe nucléaire de Tchernobyl et il est frappé par le contraste entre le cadre paisible où il se trouve, un petit chalet au cœur des Alpes, et la perspective des retombées radioactives apportées par le vent d'est. Au cours des mois qui suivent, les conséquences de cet événement lui inspirent l'écriture de How We War, rebaptisée par la suite Time Will Crawl.
Comme les autres chansons de l'album Never Let Me Down, Time Will Crawl est enregistrée dans un premier temps aux studios Mountain de Montreux entre septembre et novembre 1986. Bowie, accompagné du producteur David Richards et du multi-instrumentiste Erdal Kızılçay, enregistre d'abord la base de la chanson avant que Carlos Alomar et Peter Frampton n'arrivent en Suisse par avion pour ajouter les parties de guitare. C'est ensuite au studio new-yorkais Power Station que les instruments supplémentaires sont intégrés, dont la guitare solo de Sid McGinnis et les cuivres du trio des Borneo Horns mené par Lenny Pickett.

### Parution et accueil
Time Will Crawl voit le jour en avril 1987 sur l'album Never Let Me Down où elle figure en deuxième position, entre Day-In Day-Out et Beat of Your Drum. Elle est éditée en 45 tours deux mois plus tard avec en face B Girls, une chanson écrite par Bowie et Kızılçay pour Tina Turner, dont la version est sortie en single l'année précédente. EMI publie également deux versions remixées de Time Will Crawl en maxi 45 tours : le Dance Crew Mix, remixé par Chris Lord-Alge (en), et le Extended Dance Mix, remixé par David Richards,.

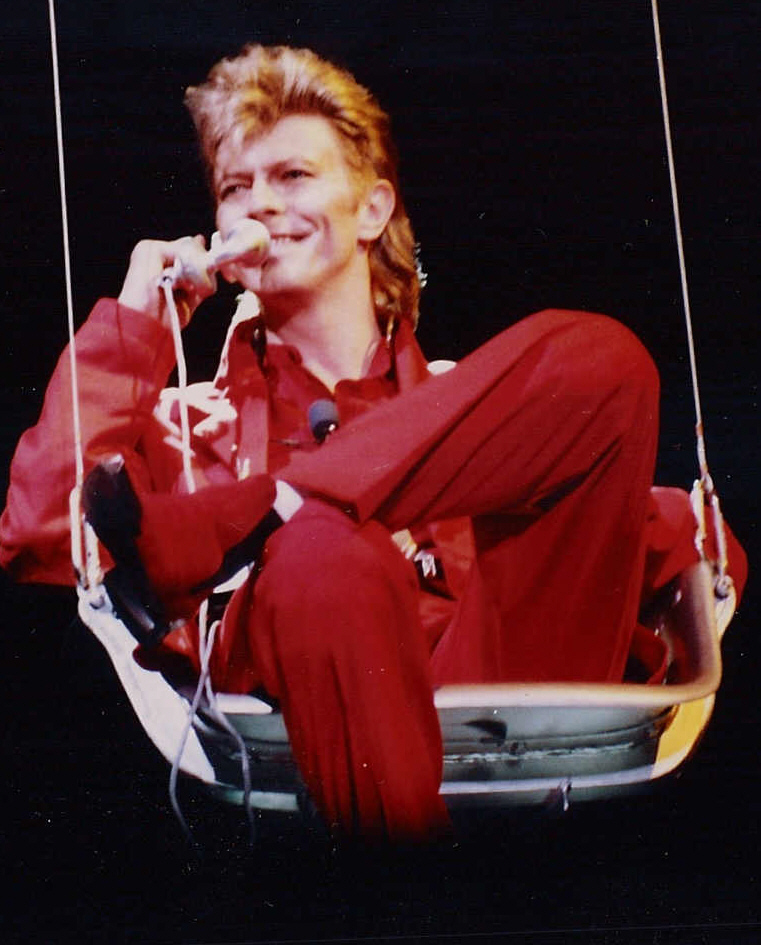
David Bowie sur scène pendant le Glass Spider Tour.

Le single connaît des ventes médiocres : il ne dépasse pas la 33e place du hit-parade britannique, où il ne figure que pendant quatre semaines. Bowie aurait dû promouvoir la chanson dans Top of the Pops, mais sa prestation sur le plateau de l'émission, enregistrée le 17 juin, n'est jamais diffusée, car le single sort du Top 40 la semaine où elle aurait dû l'être,.
Time Will Crawl fait partie de la setlist des concerts du Glass Spider Tour, la tournée mondiale de promotion de Never Let Me Down, qui prend place de mai à novembre 1987. Durant ces performances, c'est Peter Frampton qui interprète le solo de guitare. Bowie ne rejoue jamais Time Will Crawl sur scène après cette tournée.

### Postérité
Time Will Crawl est généralement considérée comme l'un des meilleurs morceaux de Never Let Me Down et l'une des meilleures chansons enregistrées par David Bowie dans les années 1980, période où son profil artistique connaît un net déclin. David Buckley considère qu'elle est la seule chanson de Never Let Me Down qui soutienne la comparaison avec ses productions des années 1970. Pour Marc Spitz, elle fait partie des « rares vrais points forts » de l'album, « Bowie donnant pour une fois l'impression de vraiment faire attention à ce qui sort de sa bouche et à la manière dont ça sort ».
En 2008, Bowie fait appel au producteur Mario J. McNulty pour retravailler Time Will Crawl afin de la débarrasser des tics de production typiques des années 1980. Cette nouvelle version de la chanson, sous-titrée « MM Remix », apparaît sur la compilation iSelect, offerte aux lecteurs du Mail on Sunday du 29 juin 2008. Dans le livret de iSelect, Bowie écrit : « si seulement je pouvais refaire le reste de cet album ». Ce vœu est réalisé après sa mort : le coffret Loving the Alien (1983–1988), sorti en 2018, comprend une version retravaillée de tout Never Let Me Down, toujours sous la houlette de Mario J. McNulty.
La version originale de Time Will Crawl figure sur les compilations Best of Bowie (2002), The Platinum Collection (2006) et The Best of David Bowie 1980–1987 (2007). Le remix de McNulty est quant à lui repris sur la compilation rétrospective Nothing Has Changed (2014) où il est l'unique représentant de Never Let Me Down, « comme le seul rescapé d'un accident aérien » selon l'expression de Chris O'Leary.

## Caractéristiques artistiques

### Paroles et musique

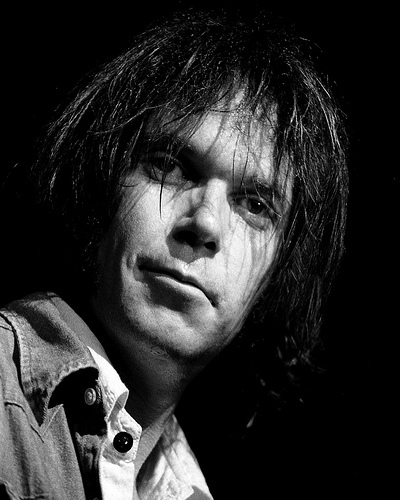
Neil Young, inspiration de Bowie pour Time Will Crawl.

Les paroles de Time Will Crawl sont constituées d'une succession non-linéaire d'images apocalyptiques. Dépourvues de rimes, elles adoptent une structure d'accumulation qui accentue l'horreur de ce qu'elles décrivent. Ce n'est pas la première fois que Bowie aborde le sujet de la fin du monde : en 1972, Five Years annonçait qu'il ne restait plus que cinq ans au monde, mais c'était une apocalypse enjouée, « la fin du monde comme une chanson de bar ». Time Will Crawl adopte un point de vue plus sombre et résigné, avec la description clinique des effets de la catastrophe nucléaire : rivières mortes, cadavres bouffis, cachets contre les radiations. Avec Day-In Day-Out et '87 and Cry, elle fait partie des titres de Never Let Me Down qui abordent des sujets d'actualité, chose rare pour Bowie. Au-delà des conséquences de Tchernobyl, le chanteur affirme que la chanson a pour autre thème « l'idée qu'un membre de notre propre communauté puisse devenir le responsable de la destruction du monde », ce qui apparaît surtout dans le dernier couplet.
Musicalement, Time Will Crawl se distingue du reste de Never Let Me Down avec une production moins élaborée. Son solo de guitare est concis afin de laisser place à un solo de trompette « troublant et efficace » selon Nicholas Pegg. Bowie n'adopte pas la voix de chanteur de charme qui est la sienne sur la plupart de ses tubes des années 1980 et reprend ses accents cockneys naturels. Matthieu Thibault salue la mélancolie des harmonies, de la trompette et du chant, mais regrette l'effet négatif de la section rythmique et des chœurs et considère que le refrain « gâche les promesses des couplets ». Plusieurs des chansons de Never Let Me Down sont conçues comme des hommages à d'autres artistes et Time Will Crawl s'inspire en partie du phrasé de Neil Young. Bowie décrit sa version de 2008 comme « du Neil Young de Shortlands » en référence à un quartier de Bromley, le borough londonien dont il est originaire.
Sur cette version retravaillée par Mario J. McNulty, la boîte à rythmes est remplacée par le batteur Sterling Campbell, tandis que les synthétiseurs laissent place à un quatuor à cordes composé de Martha Mooke, Krista Bennion Feeney, Robert Chausow et Matthew Goeke. Les arrangements sont réalisés par Gregor Kitzis, qui a travaillé sur l'album de Bowie Heathen, sorti en 2002.

### Clip
Le clip de Time Will Crawl est réalisé par Tim Pope. C'est la première fois que Pope, qui s'est fait connaître pour son travail avec The Cure, collabore avec David Bowie. Il se présente comme un aperçu des répétitions du Glass Spider Tour et présente le chanteur en train d'apprendre les chorégraphies conçues par Toni Basil pour les chansons Fashion, Loving the Alien et Sons of the Silent Age avec ses danseurs (Melissa Hurley, Constance Marie, Viktor Manoel, Stephen Nichols et Craig Allen Rothwell). Les guitaristes Carlos Alomar et Peter Frampton font également de brèves apparitions.

## Fiche technique

### Titres
| 1. | Time Will Crawl | David Bowie                 | 4:18 |
| 2. | Girls           | David Bowie, Erdal Kızılçay | 4:13 |

| 1. | Time Will Crawl (Extended Dance Mix) | David Bowie                 | 6:11 |
| 2. | Time Will Crawl                      | David Bowie                 | 4:18 |
| 3. | Girls (Extended Edit)                | David Bowie, Erdal Kızılçay | 5:35 |

| 1. | Time Will Crawl (Dance Crew Mix) | David Bowie                 | 5:43 |
| 2. | Time Will Crawl (Dub)            | David Bowie                 | 5:23 |
| 3. | Girls (Japanese Version)         | David Bowie, Erdal Kızılçay | 4:06 |

### Interprètes
- David Bowie : chant, chœurs, claviers
- Sid McGinnis : guitare solo
- Carlos Alomar : guitare rythmique
- Peter Frampton : guitare
- Erdal Kızılçay : basse, boîte à rythmes, claviers, trompette ?
- Philippe Saisse : claviers
- Errol « Crusher » Bennett : percussions
- Laurie Frink : trompette ?
- The Borneo Horns :
  - Stan Harrison (en) : saxophone alto
  - Steve Elson : saxophone baryton
  - Lenny Pickett : saxophone ténor
- Robin Clark (en), Loni Groves, Diva Gray, Gordon Grody : chœurs[16]

### Équipe de production
- David Bowie : producteur
- David Richards : producteur, ingénieur du son
- Malcolm Pollack : ingénieur du son
- Mick Haggerty (en) : design
- Greg Gorman (en) : photographie

### Classements
| Classement                     | Meilleure position |
| ------------------------------ | ------------------ |
| Allemagne (Media Control AG)   | 57                 |
| États-Unis (Mainstream Rock)   | 7                  |
| Pays-Bas (Single Top 100)      | 71                 |
| Royaume-Uni (UK Singles Chart) | 33                 |